# Сьюдад-дель-Эсте
Сьюда́д-дель-Э́сте (исп. Ciudad del Este, гуар. Táva Kuarahyresẽme) — второй по величине город Парагвая и административный центр департамента Альто-Парана. Это, прежде всего, торговый и шопинг-центр. Население составляет около 274 тысяч человек.
Город основан в 1957 году на реке Парана на границе с Бразилией и носил название Пуэрто-Флор-де-Лис. Позднее он был переименован в честь парагвайского президента Альфредо Стресснера в Пуэрто-Преcиденте-Стресснер (исп. Puerto Presidente Stroessner), а после его свержения в 1989 году получил название Сьюдад-дель-Эсте (Восточный город).
Город является частью так называемого «района трёх границ» — зоны беспошлинной торговли, и поскольку он создавался как приграничный торговый центр, то получил статус порто-франко. Таким образом, главными достопримечательностями Сьюдад-дель-Эсте являются его магазины.
Город разделен прямыми улицами на отдельные кварталы, заселённые по национальному признаку. Основная часть населения азиатского происхождения: тайцы, корейцы, арабы и иранцы, поэтому здесь много мечетей и пагод.
Правительство Тайваня оплатило строительство здания муниципалитета в обмен на поддержку Парагвая в ООН, поэтому на здании развевается тайваньский флаг.
Благодаря строительству самой мощной в мире ГЭС «Итайпу» город сильно разросся. В 1965 году через реку Парана был открыт «Мост дружбы» длиной чуть более 552 метров, соединивший Сьюдад-дель-Эсте с соседним бразильским городом Фос-ду-Игуасу. Он одновременно является и пограничным переходом, окружённым по всему протяжению высокой решёткой.

## Экономика

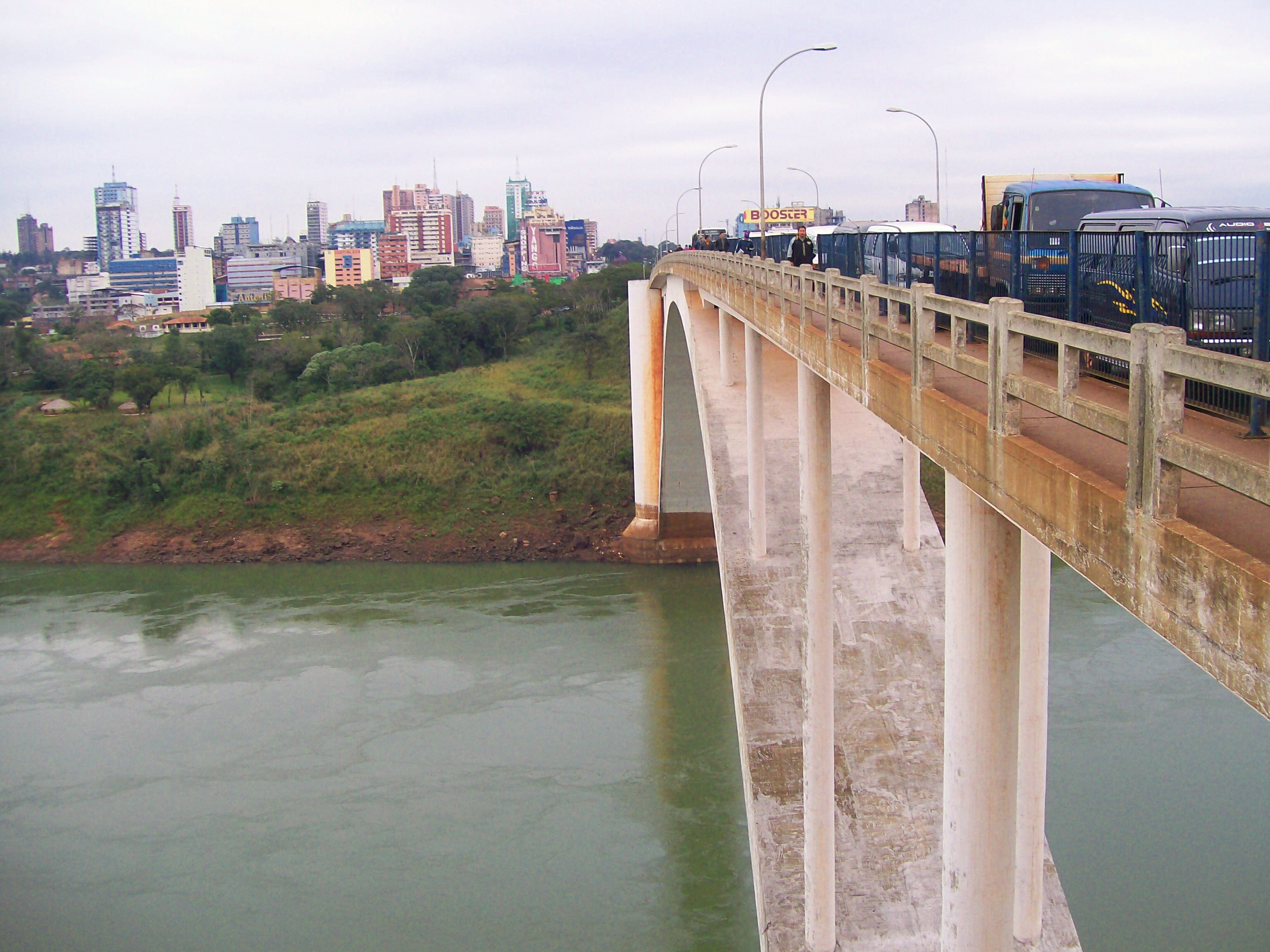
Мост Дружбы через Парану

Сьюдад-дель-Эсте производит около 60 % ВВП Парагвая, это — третья по величине свободная экономическая зона в мире после Майами и Гонконга. Здесь расположена парагвайская часть администрации компании, управляющей гидроэлектростанцией «Итайпу» — Itaipu Binacional, принадлежащей в равных долях Бразилии и Парагваю. Экономика города (и в целом Парагвая) ориентирована на экономику Бразилии, так как 95 % электроэнергии производимой самой мощной в мире ГЭС «Итайпу» продаётся в Бразилию (ежегодно на сумму 300 млн долларов США). Каждый день множество бразильцев пересекают границу, чтобы купить в Сьюдад-дель-Эсте дешёвые товары, в основном — бытовую электронику, годовой товарооборот оценивается в сумму 1,2 млрд долларов США.
Основное занятие населения — торговля и контрабанда. Сьюдад-дель-Эсте часто называют «латиноамериканским Гонконгом». Центр города представляет собой огромный рынок. Только небольшая доля этой торговли легальна, остальная — контрабанда в соседние Аргентину и Бразилию. Большая часть товаров представляет собой подделки известных торговых марок.

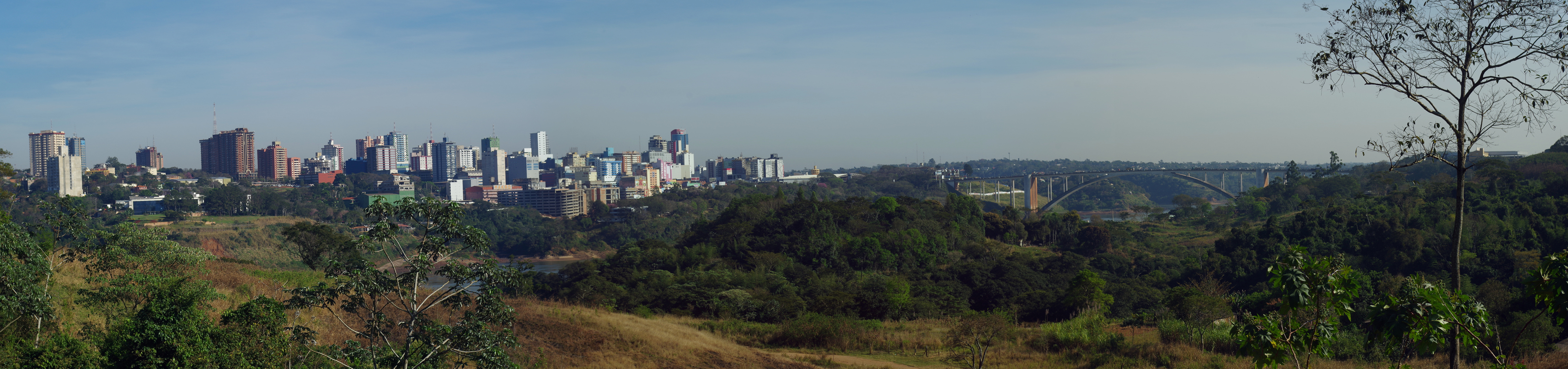
Вид на Сьюдад-дель-Эсте со стороны Бразилии. Справа — Мост Дружбы.

## Транспорт
В пригороде расположен международный аэропорт «Гуарани».

## Климат
Климат в городе Сьюдад-дель-Эсте близок к умеренному, он находится в умеренно тёплой зоне без регулярного снежного покрова. В течение года выпадает значительное количество осадков, даже во время засушливых месяцев.
По классификации климатов Кёппена — влажный субтропический климат (индекс Cfa) с равномерным увлажнением и жарким летом.
| Показатель                    | Янв.  | Фев.  | Март  | Апр.  | Май   | Июнь  | Июль | Авг.  | Сен.  | Окт.  | Нояб. | Дек.  | Год    |
| ----------------------------- | ----- | ----- | ----- | ----- | ----- | ----- | ---- | ----- | ----- | ----- | ----- | ----- | ------ |
| Средний суточный максимум, °C | 31,7  | 31,6  | 30,8  | 27,5  | 24,6  | 22,2  | 23,0 | 24,2  | 25,8  | 28,4  | 30,1  | 31,2  | 27,6   |
| Средняя температура, °C       | 26,1  | 25,8  | 24,7  | 21,5  | 18,4  | 16,3  | 16,4 | 17,6  | 19,3  | 22,1  | 24,1  | 25,6  | 21,5   |
| Средний суточный минимум, °C  | 21,1  | 21,3  | 20,1  | 17,2  | 13,6  | 11,4  | 11,3 | 12,3  | 13,8  | 16,6  | 18,3  | 20,1  | 16,3   |
| Норма осадков, мм             | 184,1 | 154,2 | 136,1 | 140,7 | 132,3 | 131,9 | 90,6 | 115,0 | 130,2 | 176,0 | 163,5 | 139,9 | 1694,5 |
| Источник: World Climate       |       |       |       |       |       |       |      |       |       |       |       |       |        |